# Altri tempi (film 1915)
Altri tempi è un film muto del 1915 diretto da Giuseppe Pinto.